# Forward Look
Der Forward Look ist ein Gestaltungsmittel des Automobildesigns. Er steht für das markentypische Design von Chrysler in den Jahren 1955–1961. Für den Forward Look war Virgil Exner verantwortlich. Charakteristisch für dieses Styling waren die nach vorn geneigte Front sowie die Heckflossen und gewölbte Fensterflächen.

## Geschichte
Als Exner bei Chrysler anfing, wurden Automobilkarosserien immer noch von Ingenieuren und nicht von Designern entworfen, was zum vielfach als altmodisch angesehenen Aussehen der Chrysler-Fahrzeuge der 1940er- und frühen 1950er-Jahre führte. Wie sein Vorgänger, Raymond Dietrich, bekämpfte auch Exner diese Vorgehensweise. Es gelang ihm, den Designprozess unter seine Kontrolle zu bringen, was auch die Tonmodelle und die Modelle für die Planung der Werkzeuge mit einschloss. Harley Earl bei GM wurde von der Lockheed P-38 Lightning inspiriert, die 1948er-Modelle von Cadillac mit kleinen Heckflossen zu versehen. Exner glaubte an die aerodynamischen Qualitäten der Flossen und bemühte sogar den Windkanal der University of Michigan, aber ihm gefielen auch die durch sie erreichten visuellen Effekte am Auto. Im Jahre 1955 führte Chrysler den Hundred Million Dollar Look ein. Exner flachte die Dachlinie ab und machte die Autos schlanker, weicher und aggressiver. Mit der 300er-Serie und den 1957 überarbeiteten Modellen mit langer Motorhaube und kurzem Kofferraum war Chrysler auf einmal führend im Styling, und Ford und GM hatten zu tun, um aufzuholen. Werbekampagnen für das 1957er-Modell tönten: „Und plötzlich ist es 1960“. Im Juni dieses Jahres bekamen Exner und sein Team die Goldmedaille des Industrial Designers’ Institute. Exners Konkurrent bei Studebaker Raymond Loewy soll Exner einmal ein Tonmodell mit riesigen Heckflossen zusammen mit einem beleidigenden Brief geschrieben haben. Das Jahr 1961 war das letzte Jahr, in dem Fahrzeuge im Forward Look auf den Markt kamen. In diesem Jahr wurden die Heckflossen schon etwas zurückgenommen, um auf das neue sachlichere Design überzuleiten.

## Galerie

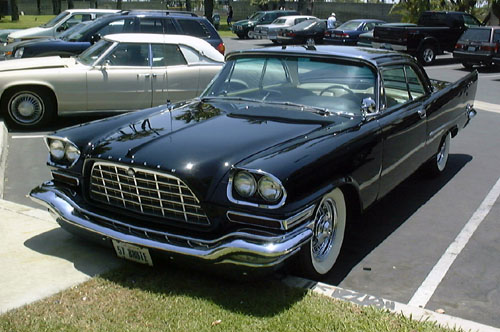
Chrysler 300C (1957)
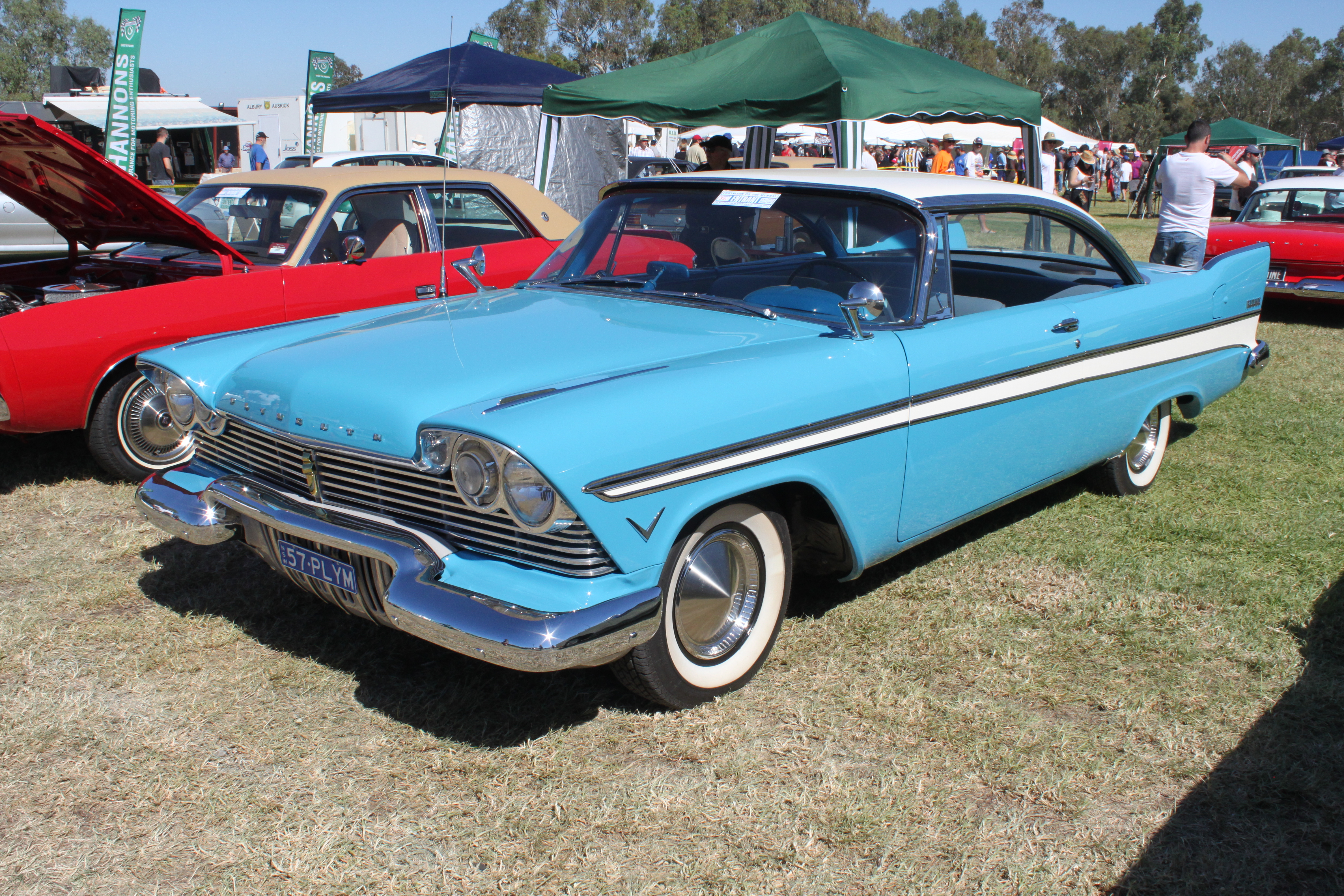
Plymouth Belvedere (1957)
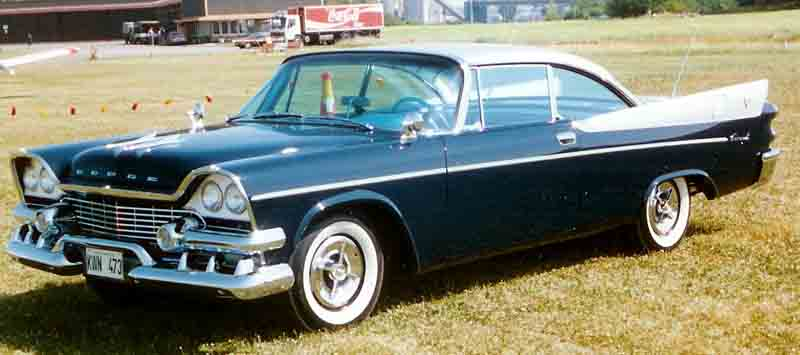
Dodge Coronet (1958)
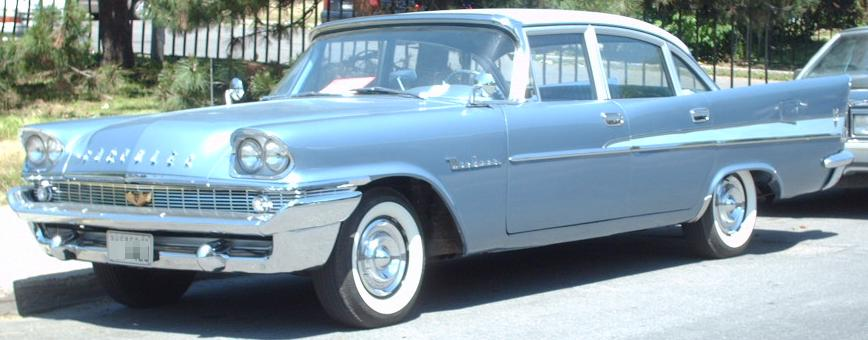
Chrysler Windsor (kanadisches Modell) von 1958
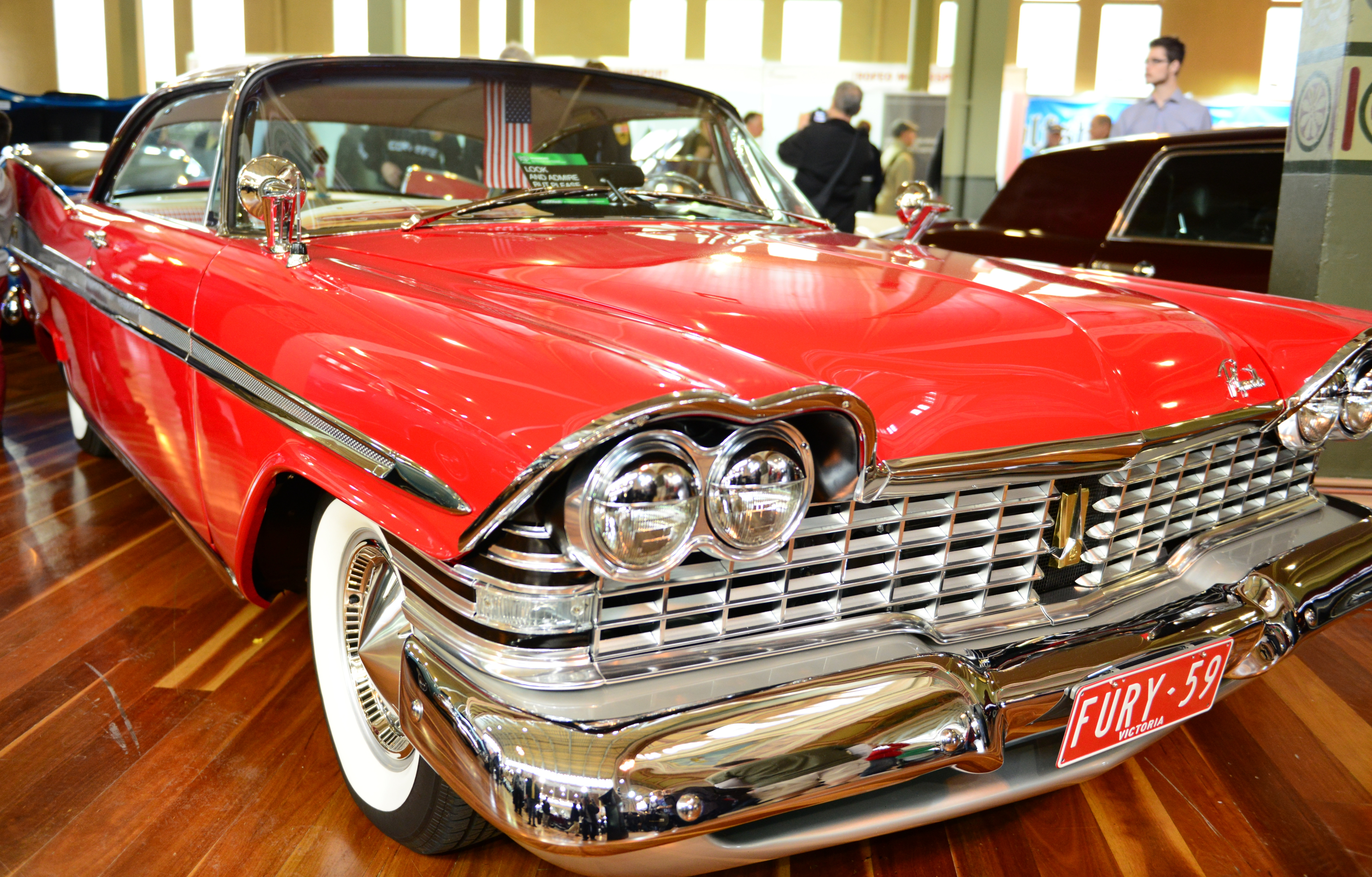
Plymouth Fury (1959)